# Barbara (dopływ Osławicy)
Barbara – potok w Polsce, w województwie podkarpackim, w powiecie sanockim, w gminie Komańcza o długości ok. 8,5 km, będący lewostronnym dopływem Osławicy. Przepływa przez mezoregion Beskid Niski, będący częścią makroregionu Beskidów Środkowych. Jest to ciek 5 rzędu.
Bierze początek na wschód od wsi Wisłok Wielki, na południowy wschód od Góry Jasieniny, na wysokości ok. 646 m n.p.m. Na znacznej długości płynie południkowo w kierunku południowym, następnie przed Komańczą, gdzie uchodzi, prawie że ortogonalnie zmienia bieg na wschód. Ujście położone jest na wysokości ok. 450 m n.p.m. Zlewnia zajmuje obszar ok. 19 km².
Posiada dwa nazwane dopływy: lewostronny Skorodny i prawostronna Dołżyczka. Właściwy w sprawach gospodarowania wodami jest Regionalny Zarząd Gospodarki Wodnej w Krakowie.